# Acutisoma perditum
Acutisoma perditum is een hooiwagen uit de familie Gonyleptidae. De wetenschappelijke naam van Acutisoma perditum gaat terug op Mello-Leitão.